# Provincia de Limburgo (Bélgica)
La provincia de Limburgo (en neerlandés provincie Limburg y en francés province de Limbourg), es una de las provincias de Bélgica. Es la más oriental de las cinco provincias de la región de Flandes. Su capital es Hasselt.
Limburgo se encuentra al oeste del río Mosa, en el noreste del país. Limita al norte y al este con Países Bajos, más precisamente con el Limburgo neerlandés y Brabante Septentrional, al oeste con la provincia de Amberes y el Brabante Flamenco y al sur con Valonia, más específicamente con la provincia de Lieja.
La provincia posee también un enclave entre Países Bajos y la provincia de Lieja: el municipio de Voeren. Este municipio fue establecido por la reforma municipal de 1977.

## Geografía
La provincia de Limburgo se encuentra en el noreste de Bélgica (en el este de Flandes) y limita al este y al norte con Países Bajos (provincia de Limburgo) al este y provincia de Brabante Septentrional al norte), al sur la provincia de Lieja y al oeste las provincias belgas de Amberes y Brabante Flamenco.

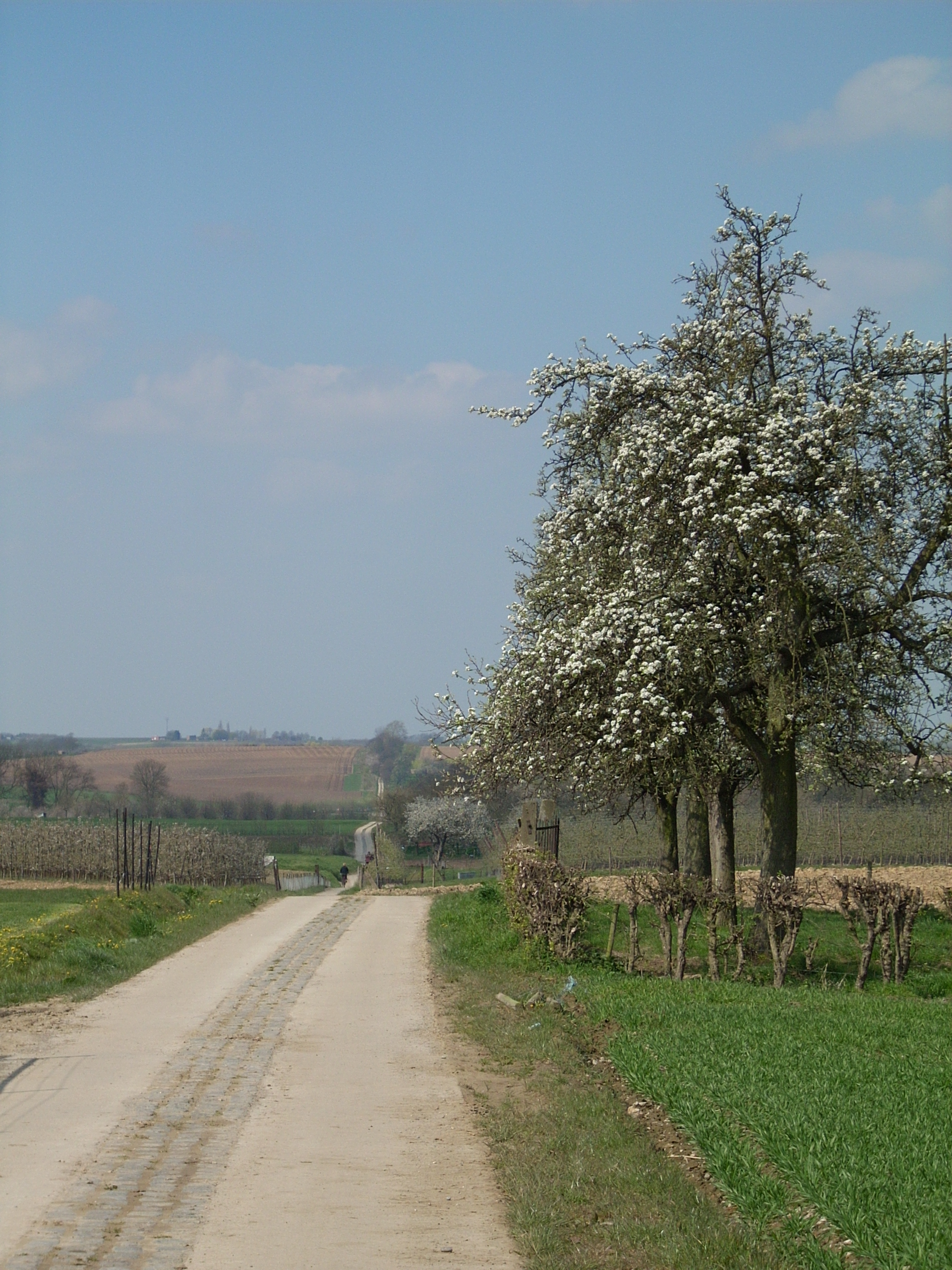
Camino romano entre Tongeren y Tienen.

La provincia tiene una superficie de 2422 km², y una altitud media de 58 metros sobre el nivel del mar. La provincia se divide en 44 comunas (municipios) distribuidos a su vez en tres arrondissements (distritos). Entre estos municipios están, entre otros, la actual capital Hasselt, la vieja capital medieval Borgloon y Tongeren, la única ciudad romana en la provincia y considerada como la ciudad más vieja de Bélgica.
El municipio de Voeren (del francés: Fourons) está geográficamente separado (un exclave) de la provincia de Limburgo y del resto de Flandes, con los Países Bajos al norte y la provincia valona de Lieja al sur.
En el poblado Remersdaal del municipio Voeren se encuentra el punto más alto (287.5 metros sobre el nivel del mar) de la provincia y de Flandes.
El límite oriental de la provincia se encuentra en la ribera occidental del río Mosa, río que se origina en Francia y atraviesa a Bélgica (pero no por la provincia de Limburgo). La cuenca hidrográfica del Mosa incluye a la mayor parte del norte de la provincia.
El río Demer atraviesa el centro de la provincia de este a oeste, al igual que el canal Alberto. La cuenca del Demer cubre la mayor parte del centro y del norte de la provincia. Otros ríos son el Geer (en neerlandés: Jeker) y el Dommel.

## División administrativa
Administrativamente, la provincia se divide en 3 arrondissements (distritos) y 44 communes (municipios).
| Arrondissement             | Capital  | Municipios | Población (2014) | Superficie (km²) | Densidad (hab./km²) |
| -------------------------- | -------- | ---------- | ---------------- | ---------------- | ------------------- |
| Arrondissement de Hasselt  | Hasselt  | 18         | 418 428          | 906,15           | 461,8               |
| Arrondissement de Maaseik  | Maaseik  | 13         | 237 288          | 884,43           | 268,3               |
| Arrondissement de Tongeren | Tongeren | 13         | 200 564          | 631,56           | 317,6               |
| Total                      |          | 44         | 856 280          | 2422,14          | 353,5               |

### Municipios
El siguiente mapa muestra los municipios de la provincia de Limburgo (los nombres aparecen en la siguiente tabla):

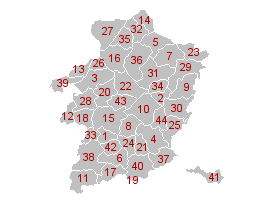

| Hasselt | Maaseik | Tongeren |
| --- | --- | --- |
| - As (2) - Beringen (3) - Diepenbeek (8) - Genk (10) - Gingelom (11) - Halen (12) - Ham (13) - Hasselt (15) - Herk-de-Stad (18) - Heusden-Zolder (20) - Leopoldsburg26 - Lummen (28) - Nieuwerkerken (33) - Opglabbeek (34) - Sint-Truiden (38) - Tessenderlo (39) - Zonhoven (43) - Zutendaal (44) | - Bocholt (5) - Bree (7) - Dilsen-Stokkem (9) - Hamont-Achel (14) - Hechtel-Eksel (16) - Houthalen-Helchteren (22) - Kinrooi (23) - Lommel (27) - Maaseik (29) - Meeuwen-Gruitrode (31) - Neerpelt (32) - Overpelt (35) - Peer (36) | - Alken (1) - Bilzen (4) - Borgloon (6) - Heers (17) - Herstappe (19) - Hoeselt (21) - Kortessem (24) - Lanaken (25) - Maasmechelen (30) - Riemst (37) - Tongeren (40) - Voeren (41) - Wellen (42) |

## Población
La provincia de Limburgo tiene, para el 1 de enero de 2014, una población de 856 280 habitantes. Su densidad de población es de 282,7.
Los principales municipios, con una población mayor de 30 000 habitantes al 1 de enero de 2014, son:
1. Hasselt (75 991)
2. Genk (65 399)
3. Beringen (44 262)
4. Sint-Truiden (39 840)
5. Maasmechelen (37 429)
6. Lommel (33 744)
7. Heusden-Zolder (32 381)
8. Bilzen (31 460)
9. Tongeren (30 655)
10. Houthalen-Helchteren (30 623)

### Población por arrondissement
Población de 2011 al 2014, al 1 de enero de cada año.
| Arrondissement             | 2011    | 2012    | 2013    | 2014    |
| -------------------------- | ------- | ------- | ------- | ------- |
| Arrondissement de Hasselt  | 411 648 | 414 401 | 416 619 | 418 428 |
| Arrondissement de Maaseik  | 234 177 | 235 305 | 236 417 | 237 288 |
| Arrondissement de Tongeren | 198 796 | 199 698 | 200 203 | 200 564 |
| Provincia de Limburgo      | 844 621 | 849 404 | 853 239 | 856 280 |

## Galería

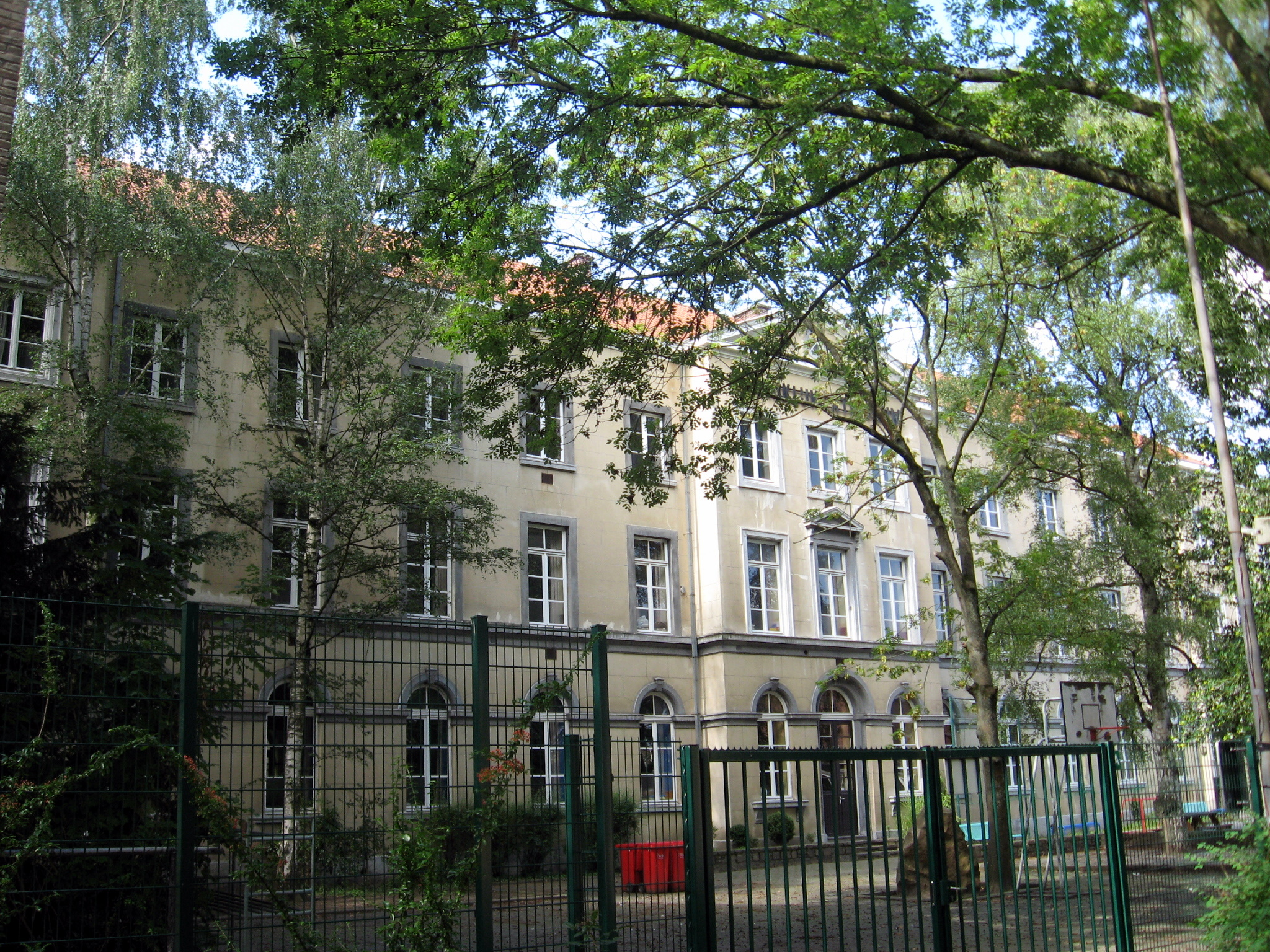
Ateneo Real, Hasselt.
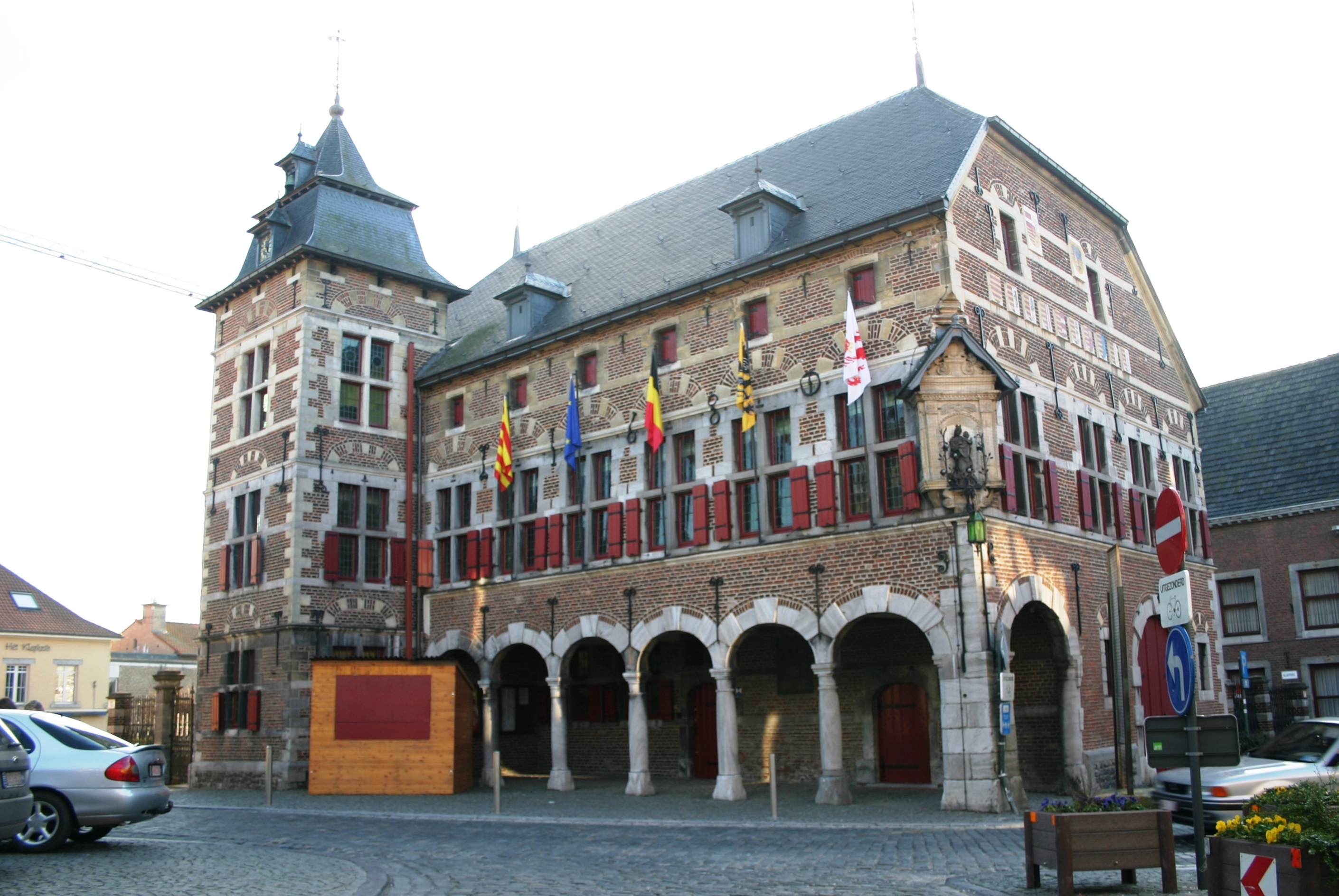
Ayuntamiento de Borgloon.
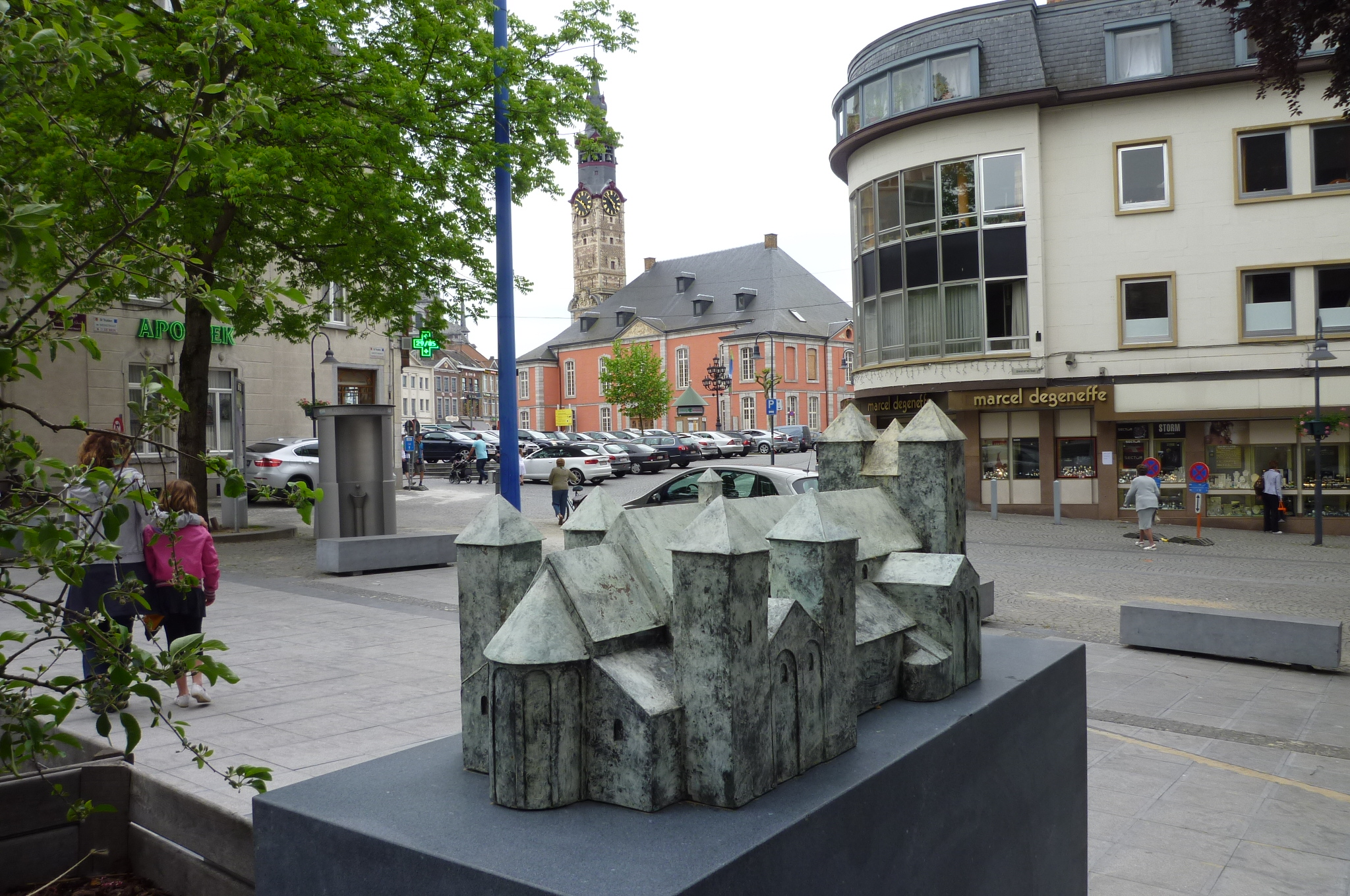
Centro de la ciudad de Sint-Truiden.
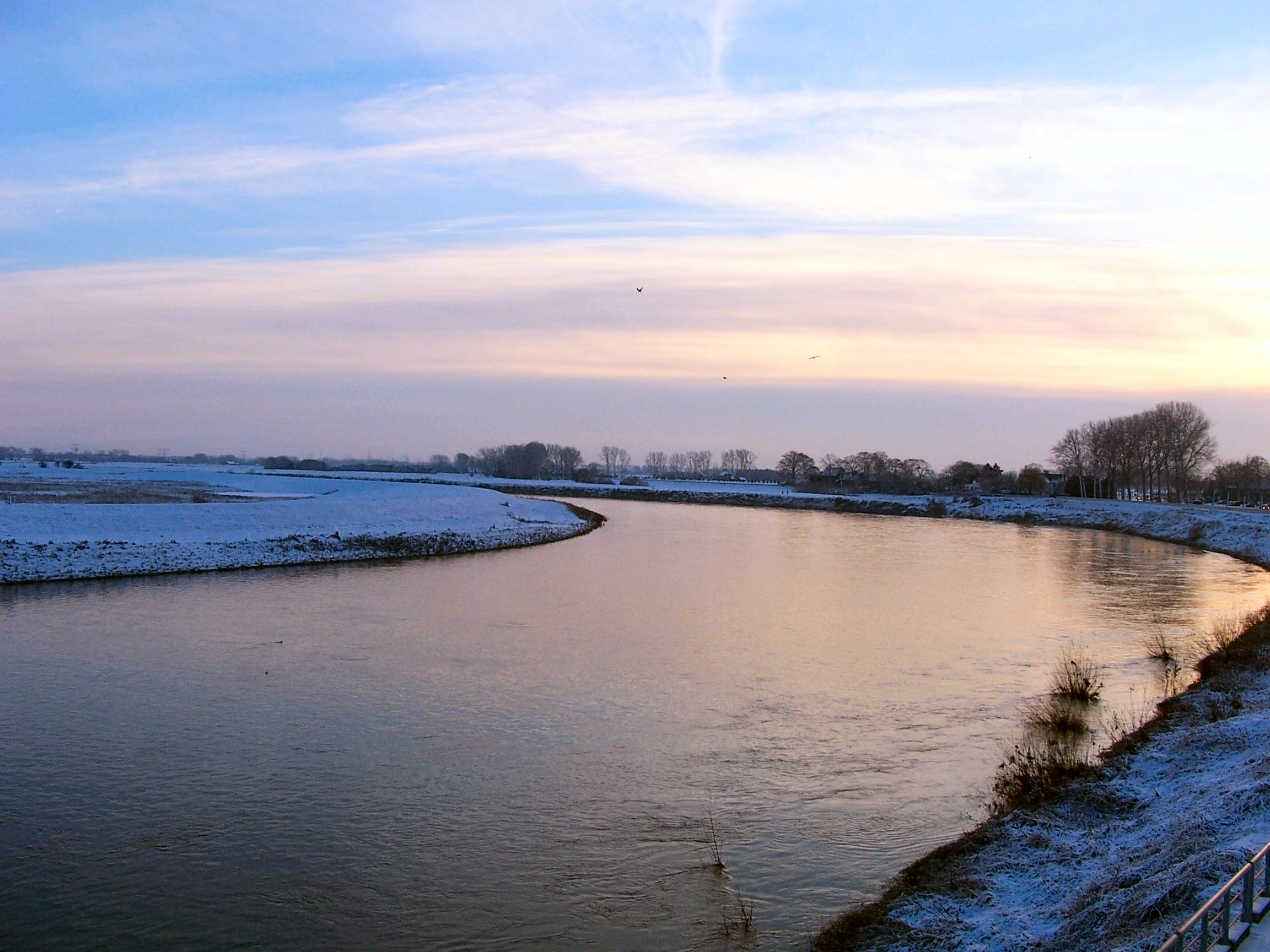
Río Mosa en Maaseik.